# Supaplex
Supaplex is een videospel uit 1991, bedacht door Michael Stopp en Philip Jespersen, en uitgebracht door Digital Integration. Het spel is in veel opzichten gebaseerd op Boulder Dash.

## Geschiedenis
Het spel werd ontwikkeld als een variant op Boulder Dash en moest op een enkele floppy passen. Dit maakte het lastig voor de makers om het spel gedetailleerde graphics mee te geven.
Het uiteindelijke spel bevat 111 levels, hoewel er door fans veel onofficiële levels bij zijn gemaakt met behulp van de level-editor. Het spel is uitgebracht voor de Amiga en MS-DOS.
Aanvankelijk bevatte het spel een foutje dat ervoor zorgde dat het spel twee maal te snel werd toen de hardware van de computer sneller werd. Dit werd opgelost in de SpeedFix van Herman Perk.
De software van Supaplex is door de makers vrijgegeven als freeware.

## Gameplay
De primaire opzet van Supaplex is gelijk aan die van Boulder Dash; de speler moet zich met een personage een weg door een aantal levels heengraven, daarbij vijanden en obstakels ontwijken en een bepaald aantal infotrons (de supaplex-versie van de diamanten uit Boulder Dash) verzamelen om door de poort die het level afsluit te kunnen.
In plaats van in ondergrondse grotten waarbij de speler zich een weg door de aarde moet graven, speelt het spel zich af in een soort computerwereld waarin alles gebaseerd is op computerhardware. Het personage dat de speler bestuurt is Murphy, een rood, Pac-Man-achtig figuurtje. In plaats van door aarde, kan hij zich een weg door een veld van printplaten graven om zo tunnels te maken. In plaats van stenen bevinden zich een soort bollen genaamd Zonks als obstakels. De primaire vijanden van de speler zijn bewegende scharen genaamd Snik Snaks. Andere vijanden zijn electrons, groepen van vijf sterren die indien ze worden vernietigd veranderen in 9 infotrons.
Supaplex introduceert tevens een aantal nieuwe elementen die niet aanwezig waren in Boulder Dash, zoals bugs; stukjes printplaat die om de paar tellen een elektrische schok geven, en op die momenten dodelijk zijn voor de speler. Verder beschikt de speler in Supaplex over explosieven om bepaalde vijanden te verslaan of de weg vrij te maken. Deze explosieven komen voor in de vorm van drie soorten floppy’s: oranje (welke op iets gegooid kunnen worden), gele (welke naar een plek kunnen worden geduwd en tot ontploffing gebracht met een terminal) en rode (welke de speler kan meenemen en ergens anders weer loslaten).
Een ander element dat in Supaplex wordt geïntroduceerd is zwaartekracht. In de meeste levels kan Murphy blijven zweven in de eenmaal gemaakte tunnels, maar in levels met zwaartekracht kan hij zich alleen een weg naar boven graven.

## Kopieën
De enige 100% spel-compatibele kopie is Megaplex van Frank Schindler (en uitgebreid door Paulo Matoso), gebaseerd op de laatste SpeedFix-versie van Herman Perk, echter in de beta versies zonder score-informatie, maar ook met speelvelden, die van de vaste supaplex afmetingen kunnen verschillen. In de release versie 1.0 van Paulo Matoso kan nu ook met scores gespeeld worden.
Supaplex is zelf ook een paar keer gekopieerd. Spellen gebaseerd op Supaplex zijn WinPlex, SubTerra, Igor, Diamond Dash, Rocks'n'Diamonds, New Supaplex, The Legend of Myra, en DroidPlex! for Android.